# Німецька література
Німецька література, або німецькомовна література — літературні твори німецькою мовою, написані в межах німецькомовного простору (Німеччина, Австрія, Швейцарія, Ліхтенштейн), а також твори, написані німецькими письменниками в еміграції (Німецька екзильна література, 1933–1945).

## Епохи німецької літератури
|                                            |                                            |                                            |                                            |                        |                   |                       |                       |                       |                       |                       |                       |           |                              |                              |                  |         |            | Вітчизняне мистецтво |              |               |               |                                   |                                   |                                   |                                   |                                        |                             |                             |               |
|                                            |                                            |                                            |                                            |                        |                   |                       |                       |                       |                       |                       |                       |           |                              |                              |                  |         |            | Fin de siècle        |              |               |               |                                   |                                   |                                   |                                   |                                        |                             |                             |               |
|                                            |                                            |                                            |                                            |                        |                   |                       |                       |                       |                       |                       |                       |           |                              | Молода Німеччина             | Молода Німеччина |         |            | Символізм            | Символізм    | Символізм     | Символізм     | Символізм                         | Символізм                         |                                   |                                   |                                        |                             |                             |               |
|                                            |                                            |                                            |                                            |                        |                   |                       |                       | Буря і натиск до 1785 | Буря і натиск до 1785 |                       |                       |           | Бідемаєр/Доберезневий період | Бідемаєр/Доберезневий період |                  |         |            | Імпресіонізм         | Імпресіонізм | Імпресіонізм  | Імпресіонізм  | Імпресіонізм                      | Нова речовість                    | Нова речовість                    |                                   | Література екзилю                      |                             | Постмодернізм               | Постмодернізм |
|                                            |                                            |                                            | Відродження і Гуманізм                     | Відродження і Гуманізм |                   |                       | Сентименталізм        | Сентименталізм        |                       |                       | Романтизм             | Романтизм | Романтизм                    | Романтизм                    |                  |         | Натуралізм | Натуралізм           |              |               |               | Література Ваймарської республіки | Література Ваймарської республіки | Література Ваймарської республіки | Література Ваймарської республіки | Внутрішня еміграція                    | Література НДР              | Література НДР              |               |
| Німецька література раннього середньовіччя | Німецька література високого середньовіччя | Німецька література пізнього середньовіччя | Німецька література пізнього середньовіччя |                        | Література бароко | Просвітництво до 1785 | Просвітництво до 1785 | Просвітництво до 1785 | Просвітництво до 1785 | Веймарський класицизм | Веймарський класицизм |           |                              |                              |                  | Реалізм | Реалізм    |                      |              | Експресіонізм | Експресіонізм | Експресіонізм                     | Експресіонізм                     |                                   |                                   | Література періоду націонал-соціалізму | Повоєнна література до 1967 | Повоєнна література до 1967 |               |
| 750                                        | 1170                                       | 1270                                       | 1470                                       | 1500                   | 1600              | 1720                  | 1740                  | 1767                  | 1780                  | 1786                  | 1793                  | 1805      | 1815                         | 1830                         | 1848             | 1850    | 1880       | 1890                 | 1900         | 1910          | 1914          | 1918                              | 1920                              | 1925                              | 1930                              | 1933                                   | 1945                        | 1960                        | 1990          |

## Історія

### Раннє середньовіччя (750–1100)
Літературні твори раннього середньовіччя найчастіше писалися латиною. До нашого часу дійшли лише неповні письмові твори, записані в монастирях. Власне німецька література, як і більшість літератур Європи, розвинулася з народної фольклорної традиції та під впливом Святого письма і античних авторів. Її початками можна вважати історичні перекази (геройські пісні), а також ліричний фольклор (танцювальні, любовні, поминальні пісні, закляття), наприклад, Мерзебурзькі закляття та пісня про Гілдебранда.
Найдавніші твори давньоверхньонімецькою мовою були написані у VIII столітті.

### Високе середньовіччя (1100–1250)
Приблизно в середині XII століття література стала більш різноманітною: з'явилися теми, які раніше вважалися негідними літератури. Крім того, стали розроблятися нові форми літератури, такі як придворна поезія, розважальні оповідання. Найбільш відомими поетами цього періоду були Альбер фон Віндберг і Генріх фон Фельдеке.

### Сучасна німецька література

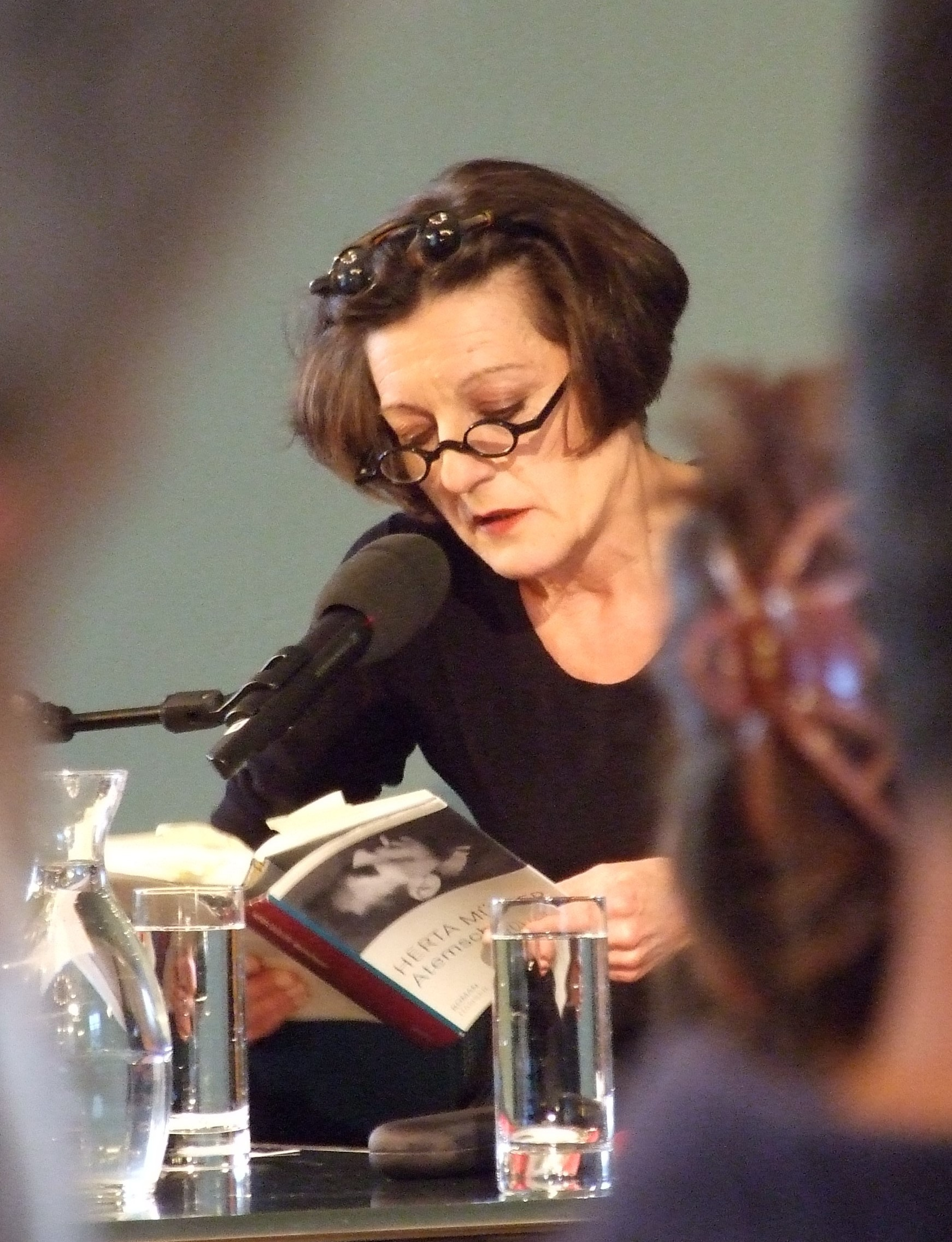
Лауреат Нобелівської премії 2009 року Герта Мюллер

З 90-х років минулого століття німецька література переживає справжній бум молодих авторів, що пов'язано насамперед з бурхливим розвитком книжкового ринку та такими потужними інструментами комерціалізації та пропаганди літератури як Франкфуртський та Лейпцизький книжкові ярмарки.
Значна частина молодих письменників орієнтується на молодіжну субкультуру. Серед найвідоміших можна назвати таких авторів як Бенямін Штукрад-Барре, Алекса Генніг фон Ланге, Томас Майнеке, Андреас Ноймайстер, Райнальд Гец , Крістіан Крахт.
Постмодерністський роман представлений Освальдом Вінером, Гансом Вольшлегером, Крістофом Рансмайром, Вальтером Мерсом. Так званий кібернетичний реалізм розвиває Альбан Ніколай Гербст. В жанрі фентезі та магічної фантастики пише Міхаель Зіфенер.
В жанрі наукової фантастики пишуть Андреас Ешбах, Франк Шетцінг.
Визнаний майстер детективу — Петер Шмідт.
До визначних поетів сьогодення можна зарахувати такі імена як Марсель Беєр, Дурс Грюнбайн, Уве Кольбе, Томас Клінг.
До найкращих романістів часто зараховують таких письменників як Томас Бруссіг, Вінфрід Георг Зебальд, Петер Курцек, Дітмар Дат, Даніель Кельманн, Мартін Мозебах, Ульріх Пельцер, Бернгард Шлінк, Інго Шульце, Уве Теллькамп, Уве Тімм, Луц Зайлер та Юля Це. Драматурги — Альберт Остермаєр, Моріц Рінке і Рональд Шиммельпфенніг.
Німецька література вирізняється сьогодні наявністю яскравих імен письменників-вихідців з інших країн, які перейшли на німецьку мову, це насамперед Феридун Заїмоглу, Владимир Камінер, Рафік Шамі та ін.
За останнє десятиріччя (1999–2009) німецькомовні автори тричі відзначалися Нобелівською премією з літератури: Гюнтер Грасс (1999) — «його грайливі й похмурі притчі висвітлюють забутий образ історії», Ельфріде Єлінек (2004) — «за музичні переливи голосів та відголосів в романах і п'єсах, які з надзвичайною лінгвістичною сумлінністю розкривають абсурдність соціальних кліше та їхньої пригнічуючої сили» та Герта Мюллер (2009), яка «своєю зосередженістю в поезії і щирістю в прозі, змальовує життя знедолених».

## Літературні премії Німеччини
- Премія миру німецьких книгарів
- Премія Грильпарцера
- Премія Георга Бюхнера
- Премія Гете
- Премія Шіллера
- Премія Ганса і Софі Шолль
- Премія Неллі Закс
- Премія Анни Зегерс
- Премія імені Адельберта фон Шаміссо
- Премія імені Гільди Домін
- Премія Петрарки (скасована)
- Національна премія НДР (скасована)